# Centrum LIM
Centrum LIM est un gratte-ciel construit entre 1977 et 1989 dans le quartier Śródmieście (centre-ville) à Varsovie par un consortium de trois partenaires : LOT Polish Airlines, Marriott International et ILBAU dans un premier temps, puis SGS GmbH. Il a été conçu par trois architectes polonais : Jerzy Skrzypczak, Andrzej Bielobradek et Krzysztof Stefanski.
L’immeuble est couramment appelé « Le Mariott » par les habitants de Varsovie et son prestige et sa popularité vient notamment du fait qu'il abrite le premier hôtel 5 étoiles de Pologne. Il est situé à proximité de la Gare Centrale et d’un autre immeuble de grande hauteur : la Tour Oxford.
La façade est de couleur vert sombre, encadrée de bords blancs (elle est éclairée la nuit par une lumière brillante blanche) et deux étages de couleur plus sombre dessinent des bandes horizontales : une à mi-hauteur de la structure et l'autre au sommet.
Au rez-de-chaussée et au premier étage, se trouve un centre commercial connu sous le nom de « Galerie LIM ». Il comprend environ 40 boutiques, cafés et restaurants, et une billetterie LOT Polish Airlines. Des bureaux sont situés dans la partie inférieure de la tour (entre les étages 5 et 19), puis dans les étages intermédiaires et supérieurs se trouve l’hôtel Marriott, avec ses 518 chambres et ses 95 suites, et au dernier étage se trouve une suite présidentielle. Les clients de l'hôtel ont à leur disposition un sauna, une piscine, des salles de conférence, un casino, plusieurs restaurants et deux bars. Le bâtiment mesure de 140 mètres de haut, auquel il faut ajouter 30 mètres jusqu’au sommet de l’antenne, soit un total de 170 mètres.